# Adrian (Missouri)
Adrian is een plaats (city) in de Amerikaanse staat Missouri en valt bestuurlijk gezien onder Bates County.

## Demografie
Bij de volkstelling in 2000 werd het aantal inwoners vastgesteld op 1780.
In 2006 is het aantal inwoners door het United States Census Bureau geschat op 1877, een stijging van 97 (5,4%).

## Geografie
Volgens het United States Census Bureau beslaat de plaats een oppervlakte van
5,0 km², waarvan 4,8 km² land en 0,2 km² water. Adrian ligt op ongeveer 263 m boven zeeniveau.

## Plaatsen in de nabije omgeving
De onderstaande figuur toont nabijgelegen plaatsen in een straal van 24 km rond Adrian.